# 栗背蚁鵙
栗背蚁鵙（学名：Thamnophilus palliatus）是蚁鵙科蚁鵙属的一种，发现于玻利维亚、巴西和秘鲁。
栗背蚁鵙的自然栖息地为亚热带或热带的湿润低地森林、亚热带或热带的湿润云雾林以及严重退化的前森林。